# ファレーリア
ファレーリア（伊: Faleria）は、イタリア共和国ラツィオ州ヴィテルボ県にある、人口約2,000人の基礎自治体（コムーネ）。

## 地理

### 位置・広がり
ヴィテルボ県南東部のコムーネ。県都ヴィテルボから南東へ35kmの距離にある。

#### 隣接コムーネ
隣接するコムーネは以下の通り。括弧内のRMはローマ県所属を示す。
- カルカータ
- カステル・サンテリーア
- チーヴィタ・カステッラーナ
- マッツァーノ・ロマーノ (RM)
- リニャーノ・フラミーニオ (RM)
- サントレステ (RM)

### 気候分類・地震分類
ファレーリアにおけるイタリアの気候分類 (it) および度日は、zona D, 1806 GGである。
また、イタリアの地震リスク階級 (it) では、zona 3A (sismicità bassa) に分類される。